# Віллі Браун
Віллі Лі Браун (06.08.1900 — 30. 12. 1952) — американський блюзмен, один з найвідоміших виконавців раннього довоєнного дельта-блюзу.  Віллі Браун здебільшого виступав другим гітаристом з іншими виконавцями, такими як Чарлі Паттон, Сон Хаус, та іншими, і відомий відповідно в першу чергу як ритм-гітарист. Віллі Браун був одним з учителів найвідомішого виконавця довоєнного дельта-блюзу Роберта Джонсона, і Роберт Джонсон згадував Віллі Брауна у текстах своїх пісень. Сучасники високо оцінювали творчій рівень цього музиканта, зокрема наприклад «брокер (шукач) талантів» звукозаписуючої компанії Paramount Генрі Спір, який знаходив нових музикантів для запису, зазначав що Віллі Браун був найкращім гітаристом з всіх кого він чув за 23 роки своєї роботи. Цього виконавця дуже мало записували, і мало видавали. Окрім приблизно півтора десятка треків записаних у 1929—1930 та 1941 роках з різними музикантами, на яких Віллі Браун присутній як другий гітарист, у 1930 році було записано 6 його власних сольних номерів, які через масштабну фінансову кризу («Велика Депресія») були видані вкрай малим тиражем і на сьогоднішній день знайдено лише 2 пісні з цих 6. Також Віллі Браун разом з Сон Хаусом записувався етнологом Аланом Ломаксом для бібліотеки конгресу США у 1941 році, тоді він акомпанував Сону Хаусу та іншим музикантам в кількох записах, і записав один сольний трек.

## Проблема Ідентифікації
Ім'я Віллі та прізвище Браун є досить поширеними. Тож в 20х-30х роках в Міссісіпі проживали одразу двоє, а можливо навіть троє чи четверо артистів на ім'я Віллі Браун. Причому спогади про цих музикантів плуталися часом навіть у інтерв'ю які дослідники у 1960-х брали в сучасників цих людей. Через це дослідники блюзу у 1960-х роках зіштовхнулися з проблемою ідентифікації цих музикантів і розподілу відомостей щодо них. В результаті було встановлено що один з музикантів з таким ім'ям та прізвищем народився в 1880-х або 1890-х, був великого зросту, пухлої статури, і ніколи не записувався на платівки. Інший же Віллі Браун, був молодшим за віком, низького росту, худий, і тому мав прізвисько «Віллі Літл (Little) Браун» (скорочено — Віллі Лі Браун). Також якийсь ще один невідомий музикант з таким ім'ям та прізвищем записувався Аланом Ломаксом у 1942 році, через рік після сесії в якій був записаний Віллі Лі Браун. Загалом на сьогодні відомості про цих музикантів відносно розподілені правильно, але у довідниках часто навіть дотепер присутні сліди тої плутанини з датами, роками народження, і іншою інформацією що існувала раніше.

## Біографія
Віллі Браун народився 6 серпня 1900 року. Точне місце його народження на сьогодні є питанням дискутивним. Вважається що це було містечко Кларксдейл (штат Міссісіпі). Він навчився грати на гітарі у підлітковому віці, і переїхавши у район ферм Докері, там одружився, і став заробляти на життя музикою виступаючи з місцевими виконавцями. Сам Віллі Браун мав не надто потужний голос, тому не любив бути сольним виконавцем, надаючи перевагу грі з колективом інших музикантів. Вперше він записувався вочевидь в 1929 році з виконавцем відомим як Кід Бейлі (англ. Kid Bailey) який записав лише 2 треки і про якого нема жодних достовірних відомостей. Певний час існувала думка що Kid Bailey це псевдонім самого Віллі Брауна, і що це його записи, але ця версія спростовується тим що Kid Bailey мав інший тембр голосу, до того ж його голос більш потужний ніж у записах самого Брауна. Однак в записі цього музиканта дуже гарно чутно характерне звучання гітари Віллі Брауна (особливо в записі «Rowdy Blues»), який застосовував 6-ту (найтовшу) струну на гітарі у дуже перкусійний спосіб, роблячи з неї свого роду натягнутий «барабан» на якому виразно тримав ритм, відтягуючи цю струну і б'ючи її об корпус гітари (що фактично чутно і на інших записах за участі Віллі Брауна). Тож можливо другим гітаристом на записі Кіда Бейлі був саме він. У 1930 році, рік потому, Віллі Браун записувався з Чарлі Паттоном. Рішення про сумісний запис цих двох музикантів менеджери Paramount прийняли відвідавши їх концерт.  Співпраця з Чарлі Паттоном який мав зірковий статус в регіоні, принесла Віллі Брауну певну популярність, однак сучасникам запам'яталися гучні сварки цих двох виконавців що зазвичай виникали після концертів з приводу того що Чарлі Паттон намагався знайти привід недоплатити Брауну, або несправедливо розподіляв зароблені ними кошти. Після смерті Паттона у 1934 році, Віллі Браун здебільшого співпрацював з Сон Хаусом переїжджаючи з ним з міста до міста щоб там давати концерти у місцевих барах. З 1929 по 1935 він жив у містечку Робінсонвілл (штат Міссіссіппі), а в 1935 переїхав в Лейк-Корморант (штат Міссіссіппі). Помер у місті Туніка (штат Міссіссіппі) у 1952 році у віці 52 роки від хвороб серця та печінки спричинених алкоголізмом.

## Дискографія
Власна:
1930 р.:
Paramount 13001: «Grandma Blues» / «Sorry Blues» (станом на 2022й рік ця платівка залишається не знайдена)
Paramount 13090: «M & O Blues» / «Future Blues» (відомо 6 збережених копій цієї платівки)
Paramount 13099: «Window Blues» / «Kicking in My Sleep Blues» (станом на 2022й рік ця платівка залишається не знайдена)
Запис зроблений для бібліотеки конгресу США (1941 рік): «Make Me a Pallet on the Floor»

Як другий гітарист:
З Чарлі Паттоном: Paramount 13014: «Moon Going Down»
Paramount 13070: «Bird Nest Bound» / «Dry Well Blues» 
«Some Summer Day»
З Сон Хаусом та інш.:
1930: Walkin' Blues
1941:
rec. c. August 28-31, 1941 at Clack Store near Lake Cormorant, MS by Alan Lomax for the Library of Congress
- Levee Camp Blues (4780-A-2)
- Government Fleet Blues (4780-B-1)
- Walking Blues (4780-B-2)
- Fo' Clock Blues (4781-A-2)
- Camp Hollers (4781-B-1)
- Going To Fishing (4781-B-3)
- Uncle Sam Done Called (4782-A-3)
З Кідом Бейлі (припущення що не має точних документальних підтверджень):
- Brunswick 7114 : Mississippi Bottom Blues / Rowdy Blues

## Значення
Як ритм-гітарист, Віллі Браун стояв біля витоків такої невід*ємної частини музики 20-го сторічча як драйв, тобто поступове нагнітання та уявне пришвидшення ритму протягом виконання пісні, який першопочатково виник в дельта-блюзі у 1920х роках, звідки пізніше через блюз 30х-40х; ритм-н-блюз, перейшов у рок-н-ролл 50х. Існують припущення що один з головних фундаторів жанру дельта-блюз Чарлі Паттон запозичив драйв у своїх записах саме у 1920х в таких молодих виконавців з якими виступав як Віллі Браун, Сон Хаус та Кід Бейлі (це припущення базується на тому що зокрема музиканти що ймовірно вчилися грати в Чарлі Паттона у 1910х, наприклад Томмі Джонсон, такого драйву в своїй творчості не мали). Як загалом виконавець блюзу з покоління що народилося близько 1900 року, Віллі Браун спостерігаючи підлітком появу та поширення цього жанру в регіоні, належав до того покоління виконавців які близько 1930го року вивели цей жанр на новий рівень, зробивши його повністю самостійним жанром незалежним від інших популярних жанрів того часу.  Однак вкрай мала кількість матеріалу записана цим музикантом, не дає можливості повністю оцінити його вклад в історію блюзу. Ті 4 записи з 6 зроблених у 1930 власне самим Брауном які вважаються втраченими стали свого роду «священним Граалем» для дослідників цього жанру які не полишають надію їх знайти. Однак не існує точних документальних підтверджень що вони взагалі були видані, і також є ймовірність того що вони були втрачені під час пожежі в архівах компанії Paramount.

## Матеріали
https://www.wirz.de/music/brownwil.htm
https://www.findagrave.com/memorial/34062298/willie-brown
https://www.allmusic.com/artist/willie-brown-mn0000962498/biography
https://pisigin.ru/books/prishestvie-blyuza-tom1/4/glava-vtoraya-villi-li-braun/
https://www.youtube.com/watch?v=An9rC8olaVY
https://www.youtube.com/watch?v=_WREOMLH2uI
https://www.youtube.com/watch?v=mfFFREGvLIg
https://www.youtube.com/watch?v=TvoI5eqVCls
https://www.youtube.com/watch?v=x08FuCIiRM4
https://www.youtube.com/watch?v=5Og2EM_M1Xs
https://www.youtube.com/watch?v=Rx_9-meFYJM